# Nairobi (La casa de papel)
Nairobi (Ágata Jiménez) es un personaje ficticio en la serie de Netflix La casa de papel, interpretado por Alba Flores. Se desempeña como la supervisora de calidad del grupo, encargándose de imprimir dinero en la Fábrica Nacional de Moneda y Timbre en las partes 1 y 2, y de supervisar la fundición de oro en el Banco de España en las partes 3 y 4. Es ampliamente considerada como el personaje más popular de la serie.

## Biografía del personaje
Antes de ser reclutada por el Profesor, Nairobi era una falsificadora experta, lo que aprendió a una edad temprana debido a la pobreza. Tenía un hijo llamado Axel, de quien perdió la custodia luego de cumplir una condena en prisión por tráfico de drogas y falsificación. Se ha hecho conocida por su personalidad enérgica, carismática y motivadora a lo largo del programa. Una líder nata, lidera a los rehenes y a su equipo con alegría, pasión y entusiasmo mientras usa su popular eslogan «chikipum chikipum chikipum» (imitando el ritmo de un tambor) para motivarlos a trabajar.
En un equipo de exaltados y grandes egos, Nairobi es sensata, enfocada solo en realizar el trabajo y mantener la paz dentro del grupo, así como mantenerse con vida. Ella es muy querida por el equipo e incluso por los rehenes; El Sr. Torres, un rehén asignado para ayudarla a imprimir el dinero en las partes 1 y 2, la elogia como la mejor jefa que ha tenido. Con sus instintos maternales, pudo simpatizar con algunos de los rehenes, como motivar a Alison Parker a enfrentarse a sus buleadores y decir la famosa frase «Soy la puta ama». A lo largo del programa, Nairobi muestra disgusto por el excesivo patriarcado en el equipo, cuestionando el liderazgo de Berlín y las acciones ofensivas de Palermo. En la parte 2, cuando derroca el liderazgo de Berlín y toma temporalmente el control de la Fábrica de Moneda, declara con orgullo «Empieza el matriarcado», una línea, ahora icónica, de su personaje.
En la tercera parte, para sembrar el caos en el equipo, la inspectora Alicia Sierra toma al hijo de Nairobi y lo usa para atraerla. Nairobi se asoma por la ventana para ver a su hijo y un francotirador le dispara en el pecho. Nairobi apenas sobrevive durante el inicio de la parte 4, cuando la policía niega al equipo un cirujano para ayudarla. Con la ayuda de un cirujano paquistaní a través de una videollamada, Tokio y el resto del equipo operaron con éxito a Nairobi, extrayendo la bala y extrayendo parte de su pulmón.
Poco después, el jefe de seguridad del Banco de España, un ex mercenario llamado Gandia, escapa con la ayuda de Palermo, que había sido rechazado por su propio equipo de atracadores. Nairobi, aún recuperándose de su disparo y cirugía, es tomada como rehén y torturada por Gandia. Después de varios intentos fallidos de matar a Nairobi, Gandia espera hasta que se establece una tregua entre los ladrones y la policía, momento en el que él la mata disparándole a quemarropa en la cabeza. Su cuerpo es colocado en un ataúd improvisado con la etiqueta «Nairobi, La Puta Ama» y los guardaespaldas del gobernador lo llevan afuera. En el final de temporada de la cuarta parte, después de que el Profesor y el equipo lograran llevar a Lisboa al Banco de España, todos gritan «¡Por Nairobi!» en su memoria y como afirmación de que saldrían victoriosos en el atraco.

### Relaciones
A lo largo de la serie Nairobi se muestra enamorada de su compañero Helsinki, sin embargo, ambos nunca llegan a nada en concreto porque es gay, aunque si terminan siendo muy buenos amigos. Su amistad se vuelve muy cercana, hasta el punto de decidir viajar juntos por el mundo después del robo a la Fábrica Nacional de Moneda, además de apodarlo «osito» como muestra de cariño. Helsinki es duramente afectado cuando es asesinada, pero con ayuda de Palermo, logra apaciguar la furia y tristeza que desencadena en él tras su muerte.
En la cuarta parte de la serie, su compañero Bogotá se enamora de ella y comienzan un breve romance antes de su asesinato. En la ciudad Colombiana por la cual lleva el nombre de Bogotá, en 2021 Netflix colocó una estatua de ambos personajes por tiempo limitado en el conocido «Parque de los Novios», esto como un homenaje a la serie y para ser visitada por los seguidores de la misma.

## Desarrollo
En una entrevista, Alba Flores reveló que Nairobi no existía en el guion original. El creador del programa, Álex Pina, estaba escribiendo el guion y se dio cuenta de que el equipo solo tenía un personaje femenino, Tokio, por lo que llamó a Flores, con quien había trabajado anteriormente en la serie Vis a vis y se ofreció a crearle un papel si le gustaban los guiones de los dos primeros episodios.

## Recepción
El personaje mandón peculiar pero sensato de Nairobi se convirtió rápidamente en uno de los favoritos de la serie. Después de la muerte del personaje en la parte 4, los fans lloraron la muerte de otro personaje favorito siendo asesinado. Algunos se lamentaron diciendo que Nairobi no merecía una muerte brutal, especialmente porque su personaje estaba tan lleno de sueños y promesas. En el documental de 2020, La casa de papel: El fenómeno, se incluyó un video detrás de cámaras de Flores despidiéndose con lágrimas en los ojos de su personaje y sus compañeros de reparto. Por su trabajo como Nairobi, Flores ganó el premio a Mejor Actriz en los Premios Iris (ATv), así como tres nominaciones a Mejor Actriz en los Premios de la Unión de Actores y Actrices y dos nominaciones a Mejor Actriz de Reparto en los Premios Feroz.

## Personalidad
Nairobi se ha ganado el corazón de los espectadores con su personalidad tan peculiar; es el personaje más carismático de la serie. Es una persona que siempre cumple lo que promete, es decir, es perseverante cuando se propone una meta, se puede comprobar en su actuación en la serie ya que siempre estaba enfocada en completar la misión. A pesar de su personalidad fuerte, originada por su problemática infancia, se relaciona muy amenamente con las personas que la rodean ya que también se muestra divertida y alocada. A nivel de amistad, se muestra muy amigable en torno a que es una amiga fiel, que siempre está a disposición de sus amistades; se puede comprobar, por ejemplo, en su relación con Tokio.  Otro rasgo de su personalidad es su capacidad de plasmar cualquier idea que tiene en su mente por eso es conocida como una perfecta falsificadora. Por otra parte, se le da muy bien organizar y ser la líder en los grupos, por esa misma razón el profesor la pone de líder por un tiempo en la casa de moneda y timbre, y, también, por esa misma termina controlando a los que, en el banco de España, sacaban el oro de la cámara. Se muestra una persona muy familiar y conservadora, esto puede proceder de su raza gitana en la que la familia es un aspecto muy importante; se puede comprobar en el respeto que guarda a sus padres. 